# Kwesi Ahoomey-Zunu
Arthème Kwesi Séléagodji Ahoomey-Zunu (ur. 1 grudnia 1958 w Lomé), togijski polityk, premier Togo od 23 lipca 2012 do 10 czerwca 2015.

## Życiorys
Kwesi Ahoomey-Zunu urodził się w 1958 w Lomé. Ukończył stołeczne liceum Lycée de Tokoin, a następnie studia prawnicze ze specjalizacją w prawie międzynarodowym oraz studia z zakresu ekonomii rozwoju regionalnego.
W latach 1998–1994 zajmował stanowisko sekretarza Narodowej Komisji Prawa Krajowego (CNDH). Od 1994 do 1999 pełnił mandat deputowanego do Zgromadzenia Narodowego z ramienia Togijskiej Unii na rzecz Demokracji (UTD) premiera Édouarda Kodjo, która w 1999 przekształciła się w Unię na Rzecz Republiki (CPP). Od 1993 do 2005 był członkiem Narodowej Niezależnej Komisji Wyborczej (CENI), a w latach 2000–2002 pełnił funkcję jej przewodniczącego.
Od września 2006 do grudnia 2007 zajmował stanowisko ministra administracji terytorialnej w rządzie premiera Yawoviego Agboyibo, po czym od stycznia 2008 do lipca 2012 był sekretarzem generalnym Prezydencji Republiki. Od marca 2011 do 19 lipca 2012 pełnił funkcję ministra handlu i promocji sektora prywatnego w rządzie Gilberta Houngbo. Po rezygnacji Houngbo ze stanowiska premiera, został 19 lipca 2012 desygnowany przez prezydenta Faure Gnassingbé na stanowisko nowego szefa rządu. Urząd objął oficjalnie 23 lipca 2012. 31 lipca 2012 ogłoszony został skład nowego gabinetu, liczącego 31 ministrów.
Jego partia Unia na rzecz Republiki zdobyła w wyborach parlamentarnych z 25 lipca 2013, 62 z 91 miejsc w Zgromadzeniu Narodowym. Mimo tego 27 sierpnia 2013 Kwesi Ahoomey-Zunu wraz ze swoim gabinetem podał się do dymisji, by umożliwić przeprowadzenie gruntownej rekonstrukcji rządu.